# United Submitters International

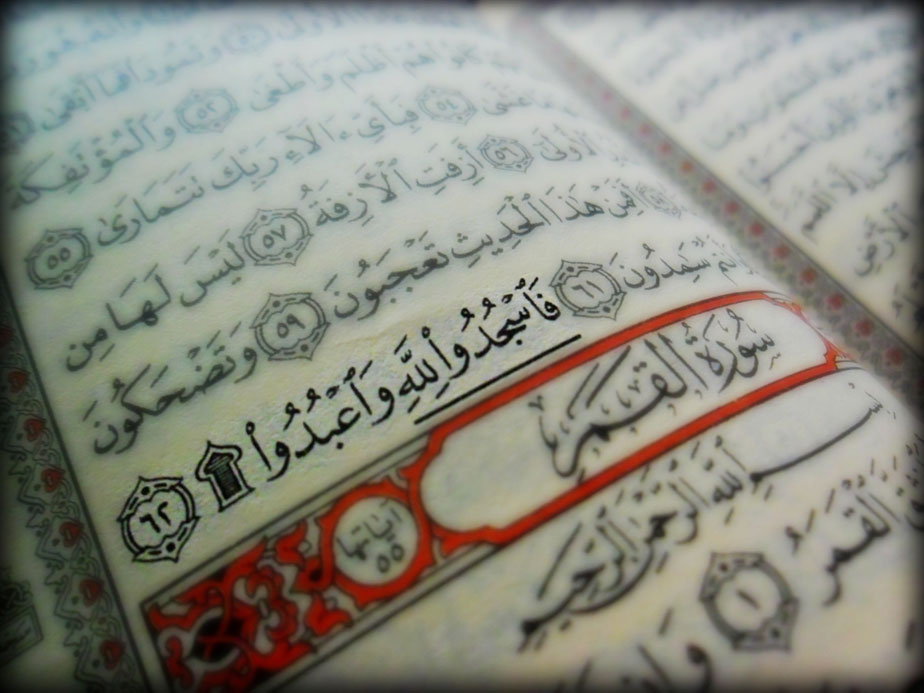

United Submitter International (qu'on pourrait traduire : Union Internationale des Soumis) ou tout simplement les soumis (dans le jargon anglophone : submitter) qui est d'ailleurs aussi le nom donné à ses adeptes, est un nouveau courant communautaire islamiste et réformiste apparu au XXe siècle et fondé par l'ancien imam Rashad Khalifa. Se rapprochant des coranistes, de même s'assimilant soit plus généralement au scripturalisme. Les adeptes de cette communauté religieuse rejettent la Sunna de Mohamed et ne prennent le Coran que comme seule législation révélée par Dieu, malgré l'hostilité des autres courants spécialement le sunnisme durant sa fondation et son extension, qui a amené probablement la mort de Rashad Khalifa le 30 janvier 1990 par un terroriste islamiste.
À noter que ceux qui rejettent les hadiths de l'Islam ne suivent pas forcément Rashad Khalifa. 